# Kreisgericht Šilutė
Das Kreisgericht Šilutė (lit. Šilutės rajono apylinkės teismas) ist ein apylinkės teismas (Amtsgericht) in der Stadt Šilutė, im nordwestlichen Litauen. Das Territorium ist die Rajongemeinde Šilutė. Im Amtsgericht arbeiten 8 Richter und 6 Richtergehilfen; insgesamt 37 Mitarbeiter (Stand 2016). Das Berufungsgericht ist das Bezirksgericht Klaipėda (KLAT).

## Geschichte
1900 gehörte das  Grundstück des heutigen Amtsgerichts dem Deutschen Friedrich Michalowsky, dem Justizrat der Wolost Šilutė. 1977 wurde das Volksgerichtsgebäude im Sowjetlitauen renoviert.

## Vorsitzende
- Virgina Pankauskienė